# Nathalie Péchalat
 (janvier 2023).
Si vous disposez d'ouvrages ou d'articles de référence ou si vous connaissez des sites web de qualité traitant du thème abordé ici, merci de compléter l'article en donnant les références utiles à sa vérifiabilité et en les liant à la section « Notes et références ».
Nathalie Péchalat, née le 22 décembre 1983 à Rouen (Normandie), est une danseuse sur glace et dirigeante sportive française.
Elle représente la France en danse sur glace avec son partenaire Fabian Bourzat, jusqu'à sa retraite sportive en 2014. Ensemble, ils sont notamment doubles médaillés de bronze aux championnats du monde (2012 et 2014), doubles champions d'Europe (2011 et 2012) et quintuples champions de France (2009, 2011, 2012, 2013 et 2014).
En mars 2020, elle devient la première femme élue à la présidence de la Fédération française des sports de glace (FFSG), poste qu'elle occupe jusqu'en juin 2022.

## Biographie

### Carrière sportive
Nathalie Gabrielle Péchalat naît le 22 décembre 1983 à Rouen, en Normandie. Elle commence le patinage dans cette ville à l'âge de 7 ans avec ses deux sœurs. Toutes les trois intègrent rapidement le cursus sport-étude. À l'âge de 12 ans, elle devient membre de l'équipe de France junior de danse sur glace.
C'est Muriel Boucher-Zazoui qui propose à Nathalie Péchalat de patiner avec Fabian Bourzat (à la recherche d'une nouvelle partenaire). Dès leurs deux premières années ensemble, ils deviennent doubles champions de France juniors (2001 et 2002), ce qui leur permet de participer aux championnats du monde junior de 2001 à Sofia et de 2002 à Hamar où ils se classent respectivement 8e et 6e.
Après un baccalauréat littéraire (Lycée Récamier, Lyon) et une licence Management du sport (UFR STAPS, Lyon), elle poursuit ses études à l'EMLyon Business School.

#### Saison 2002/2003
Nathalie Péchalat et Fabian Bourzat commencent leur carrière « senior » après les JO de 2002. Ils patinent la danse originale sur Masquerade d'Aram Khatchatourian et Tritsch-Tratsch-Polka de Johann Strauss II, et la danse libre « Buddha Bar » sur Elveda de Metin Arolat (tr) et Asla Vazgecemem de Tarkan.
Ils participent à leurs premières épreuves seniors du Grand Prix ISU au cours de l'automne 2002. Ils se rendent d'abord au Skate Canada (11e) puis au Trophée de France (9e). Pour leurs premiers championnats de France élites à Asnières-sur-Seine, ils montent directement sur le podium à la 3e place, derrière Isabelle Delobel / Olivier Schoenfelder et Roxane Petetin / Matthieu Jost. Cette position ne leur permet toutefois pas de participer aux grands championnats internationaux de la saison.

#### Saison 2003/2004
Pour leur seconde saison en senior, ils patinent leur danse originale sur Swing Brother Swing de Casey MacGill et If Can't Have You d'Etta James. Pour leur danse libre, ils choisissent le thème de « Che Guevara » avec quatre extraits musicaux : Babalu de Chano, Dance of the Soldiers des Chœurs de l'Armée rouge, Hasta siempre de Soledad Bravo et Demasiado corazón de Willy DeVille.
En novembre 2003, ils participent à la première Coupe de Chine (7e) puis au traditionnel Trophée Lalique à Paris (8e). Ils conservent ensuite leur médaille de bronze aux championnats de France 2004 à Briançon. La Fédération française des sports de glace les sélectionne pour leurs premiers championnats du monde, en mars 2004 à Dortmund. À cette occasion, ils se classent à la 20e place mondiale.

#### Saison 2004/2005
Ils patinent leur danse originale sur une musique de slow fox et charleston, et leur programme libre sur la musique de la comédie musicale Cats de Andrew Lloyd Webber avec des costumes de chats.
Ils participent successivement en novembre 2004 à la Coupe de Chine (7e) et au Trophée Bompard (8e). Ils deviennent ensuite vice-champions de France lors des championnats nationaux à Rennes qui leur permettent de participer pour la première fois aux championnats d'Europe, en janvier 2005 à Turin où ils prennent la 12e place. Deux mois plus tard, pour leurs deuxièmes championnats du monde seniors, en mars 2005 à Moscou, ils se contentent de la 19e place.

#### Saison 2005/2006
Leurs choix musicaux pour cette saison olympique sont un mix de musique latino pour la danse originale, et continuent le registre des comédies musicales en choisissant Les Misérables pour la danse libre.
Ils commencent leur saison par le Trophée Bompard (5e) et la Coupe de Russie (5e) en novembre 2005. Un mois plus tard, ils conservent leur médaille d'argent des championnats de France à Besançon et se qualifient pour les championnats d'Europe de janvier 2006 qui sont organisés dans leur ville d'entraînement, à Lyon. Ils terminent 11e. Aux Jeux olympiques d'hiver de février 2006 à Turin, ils prennent la 18e place (première participation olympique) et aux championnats du monde de mars 2006 à Calgary, ils montent dans la hiérarchie mondiale en prenant la 15e place.

#### Saison 2006/2007
Ils patinent un tango sur Mi Buenos Aires querido de Carlos Libendinsky et Escualo d'Astor Piazzolla pour leur danse originale, et sur une musique d'Assen Merzouki intitulée Quatre Saisons pour leur danse libre. Pour ce dernier programme, c'est le frère du compositeur, Mourad Merzouki, qui leur propose une chorégraphie avec une gestuelle très contemporaine.
Dès les compétitions automnales du Grand Prix ISU, leurs programmes leur permettent de monter pour la première fois sur un podium lors du Skate America en octobre (3e), puis participent à leur cinquième Trophée Bompard à Paris en novembre où ils ne sont que 7e à cause d'une chute. Lors des championnats de France à Orléans, ils conservent pour la troisième année consécutive leur médaille d'argent nationale derrière Isabelle Delobel et Olivier Schoenfelder.
Nathalie Péchalat et Fabian Bourzat ne participeront pas aux championnats d'Europe de janvier 2007 à Varsovie, car la patineuse se brise un métacarpe lors du gala télévisé de Courchevel (fin décembre). De nouveau opérationnels deux mois plus tard pour les championnats du monde de mars 2007 à Tokyo, ils prennent la 12e place.

#### Saison 2007/2008
Pour la danse originale de cette saison, ils choisissent un flamenco, Le gritaré al viento, Blanca la Plata de Guadiana et Imagen del recuerdo[Quoi ?] de José Mercé. Pour la danse libre, ils patinent sur le thème de la folie avec une tenue qui rappelle les camisoles de force, sur les musiques Organ Donor de DJ Shadow, Marla et Space Monkeys de Michael Simpson et John King.
Classés 2e du Skate America en octobre et 2e de la Coupe de Russie en novembre, ces deux médailles d'argent leur permettent de se qualifier pour la première fois pour la finale du grand-prix ISU organisée à Turin mi-décembre 2007. Une semaine avant celle-ci, sont organisés les championnats de France à Megève. Ils préfèrent déclarer forfait pour ces derniers afin de permettre à Fabian de récupérer d'une blessure au ménisque, et se classent 6e à la Finale des Grands Prix.
Aux championnats d'Europe de janvier 2008 à Zagreb, ils réalisent une belle performance en prenant la 5e place européenne. Ils continuent également leur progression mondiale en se classant 7e des championnats du monde de mars 2008 à Göteborg, alors que leurs compatriotes Isabelle Delobel et Olivier Schoenfelder sont sacrés champions du monde.

#### Saison 2008/2009
Nathalie Péchalat et Fabian Bourzat souhaitent s'exiler à Moscou pour s'entraîner avec Alexandre Jouline (entraîneur des champions olympiques 2006 Tatiana Navka et Roman Kostomarov) et acquérir toujours plus de connaissances et de savoir-faire. Grâce à leur sponsor Ictyane des Laboratoires Pierre Fabre, ils rassemblent les fonds et quittent la France en juin avec leurs programmes déjà chorégraphiés. La danse originale « Swing - Lindy hop » est patinée sur It Don't Mean a Thing des Puppini Sisters, et la danse libre sur le thème du cirque avec les musiques La notte di favola de Nicola Piovani, La Marche des gladiateurs et Jonglage de Maxime Rodriguez.
Au cours de l'automne 2008, ils montent sur les podiums du skate Canada (3e) et du Trophée NHK (2e). Nathalie Péchalat et Fabian Bourzat conquièrent pour la première fois le titre national élite à Colmar.
Ils se classent quatrièmes des championnats d'Europe de janvier 2009 à Helsinki : 4e après la danse imposée et la danse originale, la 2e place de la danse libre ne leur permet pas de remonter dans le classement et ils restent au pied du podium européen. Deux mois plus tard, ils prennent la 5e place des championnats du monde de mars 2009 à Los Angeles.

#### Saison 2009/2010
S'entraînant à Moscou pour la deuxième saison consécutive, ils patinent la danse originale « Folklore » sur Thank God, I'm a Country Boy de Roy Rivers et Dolly Parton et sur It's Not over Now de Dale Watson (en). Pour la danse libre ils choisissent le thème du temps avec les musiques suivantes : Kika du groupe EZ3kiel, la BO de Requiem for a Dream de Clint Mansell et Time de Maxime Rodriguez.
À l'automne, ils se classent 2e du Trophée Bompard et 2e du Skate Canada, ce qui les qualifie pour la deuxième fois pour la Finale du Grand Prix ISU, à Tokyo (début décembre 2009). Ils décrochent la médaille de bronze. Le couple préfère déclarer forfait pour les championnats de France à Marseille (fin décembre) afin de se reposer pour bien engager la saison des Grands Championnats.
Aux championnats d'Europe de janvier 2010 à Tallinn, ils conservent leur 4e place. Lors des Jeux olympiques d'hiver de février 2010 à Vancouver, ils prennent la 7e place juste derrière l'autre couple français, Isabelle Delobel et Olivier Schoenfelder, qui sont revenus pour leur ultime compétition. Le couple n'arrivant pas à trouver le bon rythme dans leur programme libre, il choisit de reprendre le programme de la saison précédente, « Le Cirque », pour se présenter aux championnats du monde de mars 2010 à Turin. Ils doivent se contenter de la 4e place mondiale et laissent échapper la médaille de bronze aux Italiens Federica Faiella et Massimo Scali.

#### Saison 2010/2011

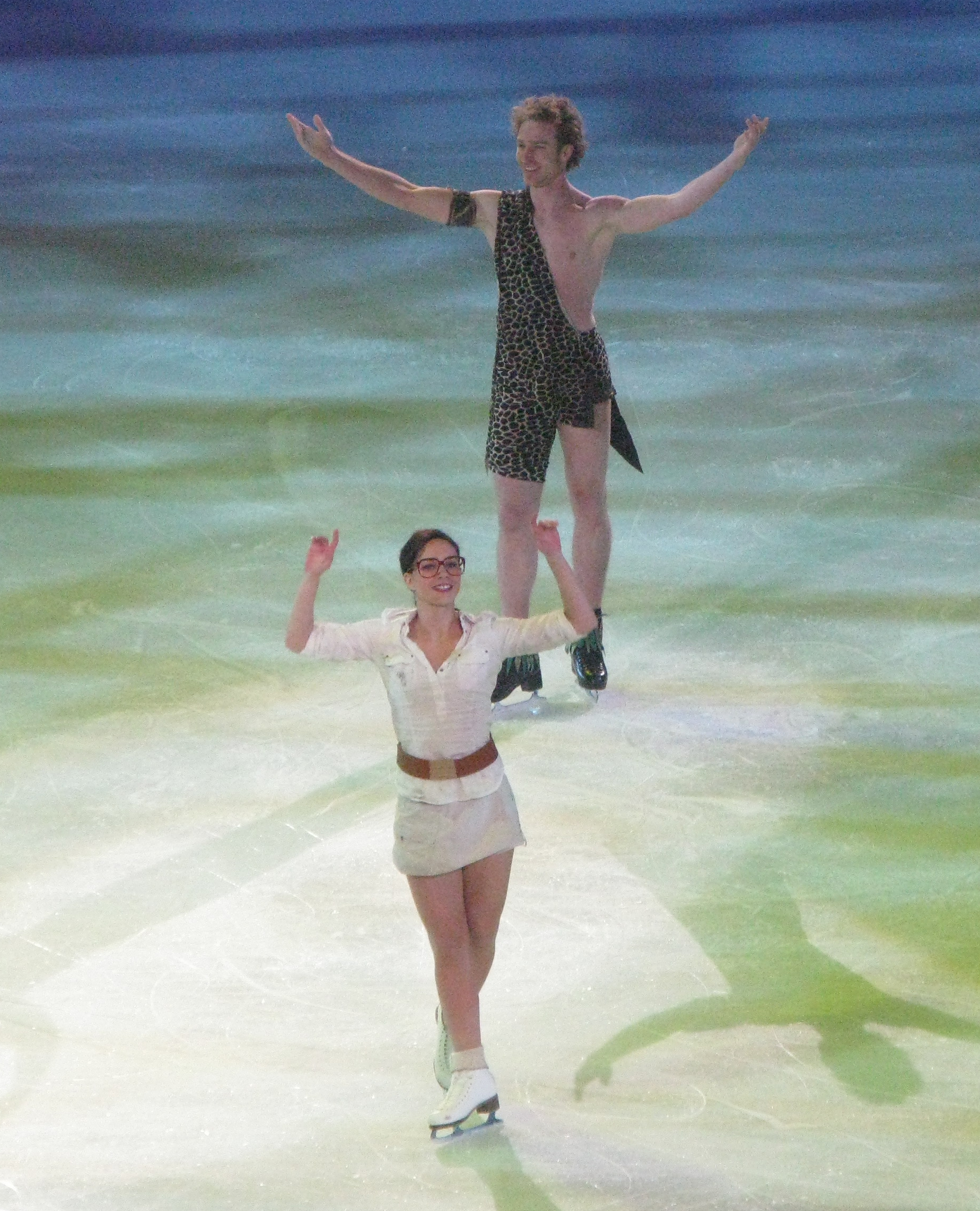
Nathalie Péchalat en Jane au Trophée Bompard 2010.

Les règlements internationaux changent : la danse imposée et la danse originale se combinent pour former désormais la « danse courte ». Nathalie Péchalat et Fabian Bourzat construisent un 1er programme sur la musique du Fabuleux Destin d'Amélie Poulain de Yann Tiersen et Fuga y misterio d'Astor Piazzolla. Toujours sous la houlette d'Alexander Zhulin et après deux victoires à des compétitions mineures (Trophée Nebelhorn et au Trophée de Finlande), ils décident de changer de support musical : Thème de Lara de la BO du Docteur Jivago de Maurice Jarre. Pour le programme libre, ils ont pour thème « Charlie Chaplin » interprétée par l'orchestre symphonique de Londres.
Ils remportent ensuite pour la première fois leurs deux épreuves du Grand prix ISU, d'abord la Coupe de Chine puis le Trophée Bompard. Évidemment qualifiés pour la Finale du Grand Prix à Pékin en décembre 2010, ils se classent 2e de la compétition. Une semaine plus tard ils remportent leur second titre national à Tours.
Aux championnats d'Europe de janvier 2011 à Berne, ils portent le statut de favoris. Ils prennent la tête de la danse courte puis remportent la danse libre. C'est leur première médaille européenne et leur premier titre majeur. Ils se rendent ensuite aux championnats du monde d'avril 2011 à Moscou, initialement prévus en mars à Tokyo mais reportés à cause du tremblement de terre de la côte Pacifique du Tōhoku. C'est la patinoire d'entraînement des Français à Moscou qui est choisie pour la compétition. Ils ont l'espoir de décrocher la médaille de bronze derrière les intouchables Américains Meryl Davis / Charlie White et les Canadiens Tessa Virtue / Scott Moir. Classés 3e après la danse courte, le couple fait une chute lors de la danse libre qui les prive de podium.
Ils quittent leur entraîneur Alexandre Jouline à l'issue de la saison car la Russie oblige ses entraîneurs à ne travailler qu'avec des patineurs russes dans l'objectif des prochains Jeux olympiques d'hiver de 2014 à Sotchi.

#### Saison 2011/2012

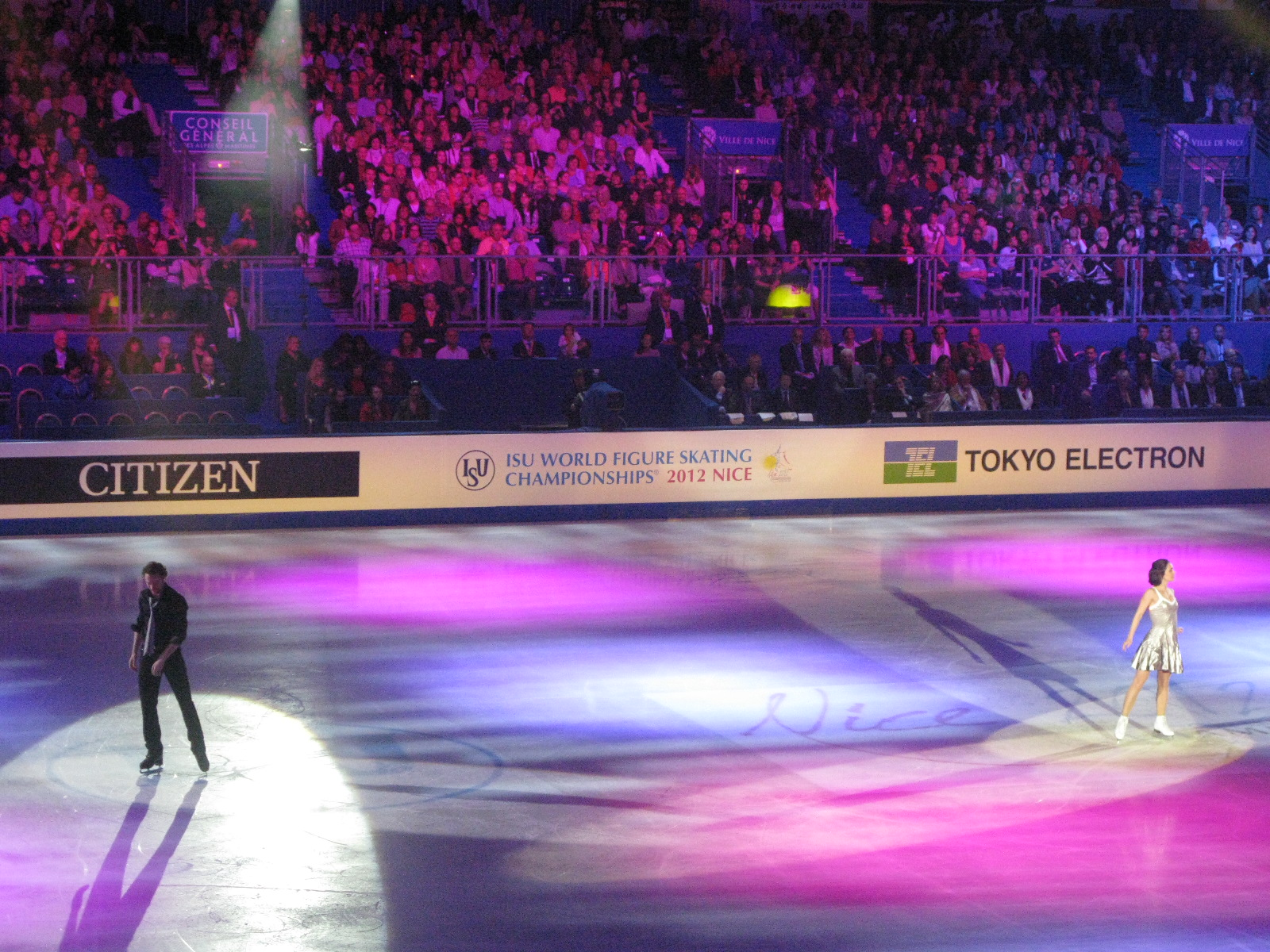
Nathalie Péchalat et Fabian Bourzat aux championnats du monde de 2012.

Après la Russie, ils rejoignent le club d'Anzhelika Krylova à Détroit aux États-Unis, entraîneur proche et amie d'Alexander Zhulin. Ils patinent leur danse courte « Latines » sur le thème du « Carnaval de Rio » avec les musiques Mas que Nada de Jorge Ben Jor interprété par Sérgio Mendes, Batucada d'Abacaxi et Real in Rio (BO du film Rio) de Sérgio Mendes. Ils incarnent « Le pharaon et sa momie » pour leur programme libre, avec les musiques Passion (BO du film La Dernière Tentation du Christ) de Peter Gabriel, In The Garden of Souls de Vas (en), Le Retour de Punt (BO du documentaire Quand les Égyptiens naviguaient sur la Mer Rouge) de Bernard Becker et Alf Layla Wa Layla d'Ahmad Sidqi.
Au cours de l'automne, ils prennent les 2e places du Skate America et du Trophée Bompard, et décrochent la médaille de bronze à la Finale du Grand Prix ISU à Québec. Ils remportent ensuite leur 3e titre national élite à Dammarie-lès-Lys.
Lors des championnats d'Europe de janvier 2012 à Sheffield, ils ont la mauvaise surprise d'être battus par les Russes Ekaterina Bobrova et Dmitri Soloviev lors de la danse courte. Ils gagnent ensuite haut la main la danse libre et donc leur second titre européen. Le 13 mars 2012, Nathalie Péchalat se fracture le nez lors d’un entraînement à Detroit. Le couple annonce quelques jours plus tard qu'il participera tout de même aux championnats du monde en mars 2012 à Nice. Ils y gagnent la médaille de bronze tant convoitée.

#### Saison 2012/2013

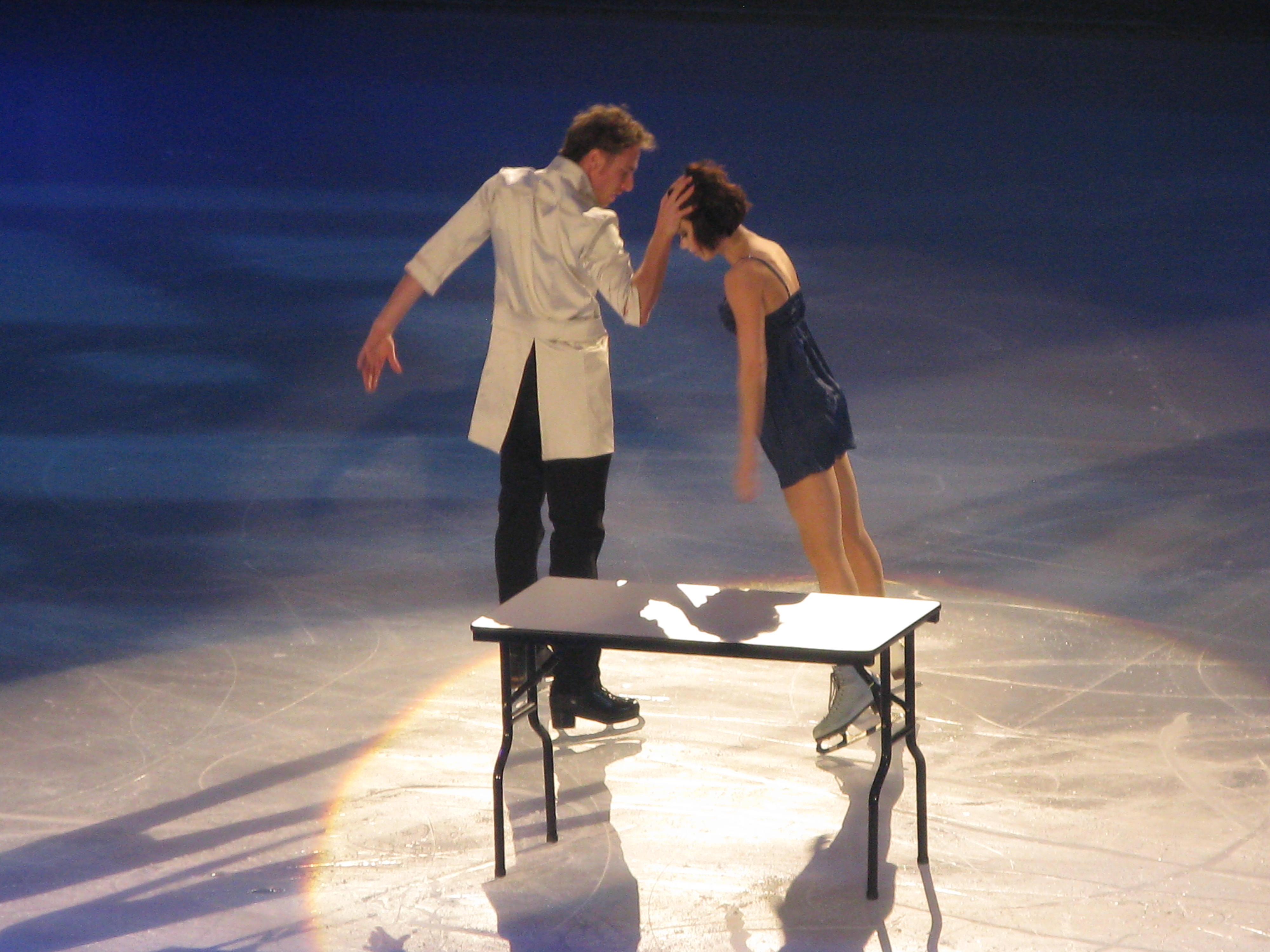
Péchalat au Bompard 2013.

Pour cette saison pré-olympique, ils choisissent de patiner leur danse courte « Folklore français » sur Gaîté parisienne de Jacques Offenbach et Sous le ciel de Paris chanté par Yves Montand. La danse libre est un medley des Rolling Stones (Miss You, Angie, Sympathy for the Devil, Start Me Up). Ils remportent la Coupe de Chine à Shanghai et le Trophée Bompard à Paris (novembre), et conservent leur médaille de bronze lors de la Finale du Grand Prix ISU à Sotchi (décembre). Une semaine plus tard, ils conquièrent leur quatrième titre national à Strasbourg.
À cause d'une déchirure aux adducteurs de Fabian Bourzat, ils déclarent forfait pour les championnats d'Europe de janvier 2013 à Zagreb, et se résignent à ne pas défendre leur double titre continental. Ils se présentent toutefois aux championnats du monde de mars 2013 à London alors que Fabian Bourzat n'a pas totalement récupéré de sa blessure. Ils doivent se contenter de la 6e place mondiale.

### Reconversion
Nathalie Péchalat prend sa retraite sportive après les championnats du monde de 2014 à Saitama.
À l'automne 2014, elle participe à la cinquième saison de l'émission Danse avec les stars sur TF1, aux côtés des danseurs Grégoire Lyonnet et Christophe Licata, et termine deuxième de la compétition.
Elle commente le patinage artistique sur Eurosport avec Alban Préaubert pendant quatre saisons entre 2015 et 2019.
Elle se présente à la présidence de la Fédération française des sports de glace (FFSG) après la démission de Didier Gailhaguet et est élue le 14 mars 2020 au premier tour (504 voix sur 872 voix possibles) dans une certaine confusion : les trois autres candidats avaient retiré leur candidature et réclamé un report de l'assemblée générale et de l'élection en raison de la pandémie de maladie à coronavirus de 2020 en France. Elle est la première femme à la tête de la FFSG et la deuxième à accéder à la présidence d'une fédération olympique française (après celle d'escrime) à la veille des Jeux olympiques d'hiver de 2022 à Pékin. En 2022, Péchalat sollicite un nouveau mandat et a comme adversaire Gwenaëlle Gigarel-Noury, qu'elle accuse d'être liée à Gailhaguet. Noury remporte cette élection avec 52,3 % des voix le 25 juin.
En novembre 2020, elle publie Les Bénéfices du doute ou comment Monsieur Doute est devenu mon allié.
Le 22 mai 2021, la patinoire olympique de l'Île Lacroix à Rouen est nommée patinoire Nathalie-Péchalat.

### Vie personnelle
En 2014, elle officialise sa relation avec l'acteur Jean Dujardin. Ensemble, ils ont une première fille, Jeanne, née le 5 décembre 2015. Ils se marient à Saint-Cloud le 19 mai 2018. Le couple a une seconde fille, Alice, née le 18 février 2021,. Ils annoncent leur séparation en septembre 2024.

## Distinction
Chevalier de l'ordre national du Mérite

## Palmarès
| Compétition                                   | 2001    | 2002    | 2003    | 2004    | 2005    | 2006    | 2007    | 2008    | 2009    | 2010    | 2011    | 2012    | 2013    | 2014    |
| Jeux olympiques d'hiver                       |         |         |         |         |         | 18e     |         |         |         | 7e      |         |         |         | 4e      |
| Championnats du monde                         |         |         |         | 20e     | 19e     | 15e     | 12e     | 7e      | 5e      | 4e      | 4e      | 3e      | 6e      | 3e      |
| Championnats d'Europe                         |         |         |         |         | 12e     | 11e     | F       | 5e      | 4e      | 4e      | 1re     | 1re     | F       | F       |
| Championnats de France                        |         |         | 3e      | 3e      | 2e      | 2e      | 2e      | F       | 1re     | F       | 1re     | 1re     | 1re     | 1re     |
| Championnats du monde juniors                 | 8e      | 6e      |         |         |         |         |         |         |         |         |         |         |         |         |
|                                               |         |         |         |         |         |         |         |         |         |         |         |         |         |         |
| Grand Prix ISU                                | 2000/01 | 2001/02 | 2002/03 | 2003/04 | 2004/05 | 2005/06 | 2006/07 | 2007/08 | 2008/09 | 2009/10 | 2010/11 | 2011/12 | 2012/13 | 2013/14 |
| Finale du Grand Prix                          |         |         |         |         |         |         |         | 6e      |         | 3e      | 2e      | 3e      | 3e      | 3e      |
| Skate America                                 |         |         |         |         |         |         | 3e      | 2e      |         |         |         | 2e      |         |         |
| Skate Canada                                  |         |         | 11e     |         |         |         |         |         | 3e      | 2e      |         | F       |         |         |
| Coupe de Chine                                |         |         |         | 7e      | 7e      |         |         |         |         |         | 1re     |         | 1re     | 1re     |
| Trophée de France                             |         |         | 9e      | 8e      | 8e      | 5e      | 7e      |         |         | 2e      | 1re     | 2e      | 1re     | 3e      |
| Coupe de Russie                               |         |         |         |         |         | 5e      |         | 2e      |         |         |         |         |         |         |
| Trophée NHK                                   |         |         |         |         |         |         |         |         | 2e      |         |         |         |         |         |
| Légende : F = Forfait ; * = Résultats à venir |         |         |         |         |         |         |         |         |         |         |         |         |         |         |

## Galerie d'images

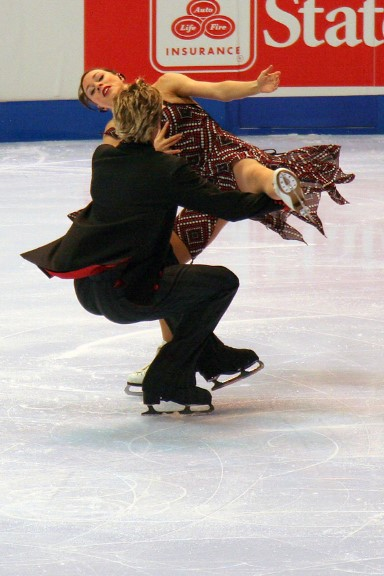
Skate America 2006
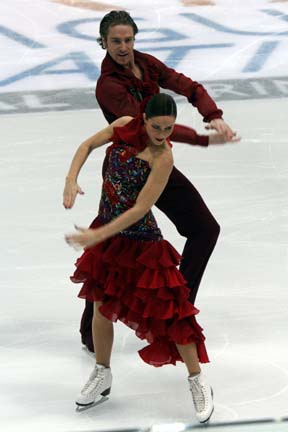
Danse originale à la finale du Grand Prix ISU 2007/2008
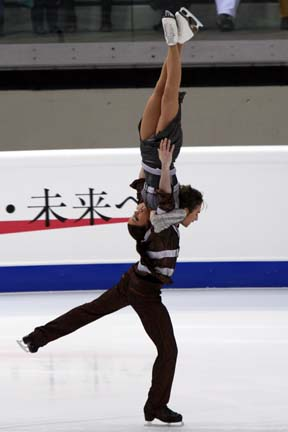
Danse libre à la finale du Grand Prix ISU 2007/2008
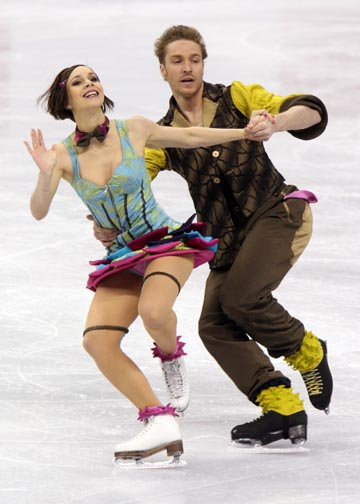
Danse libre sur le thème du cirque au Skate Canada 2008
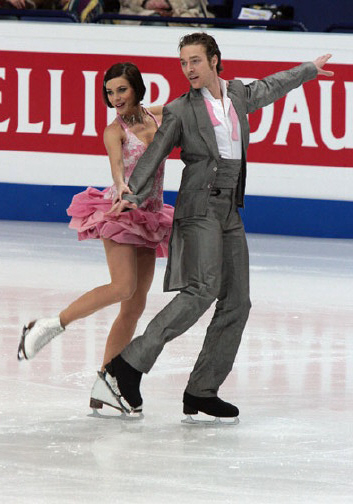
Danse originale aux championnats d'Europe 2009
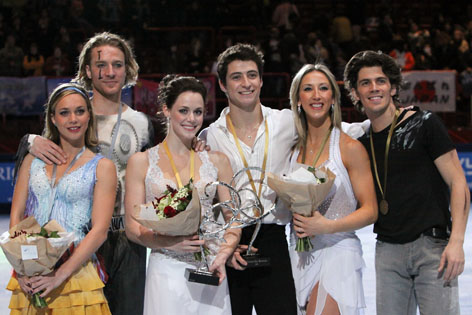
Podium du Trophée Éric Bompard 2009
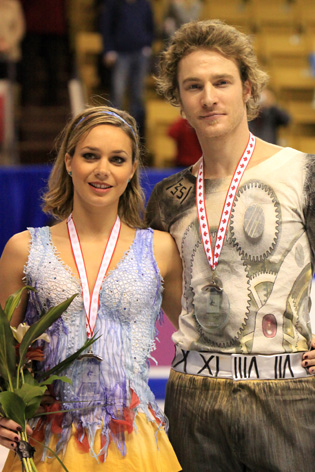
Podium du skate Canada 2009
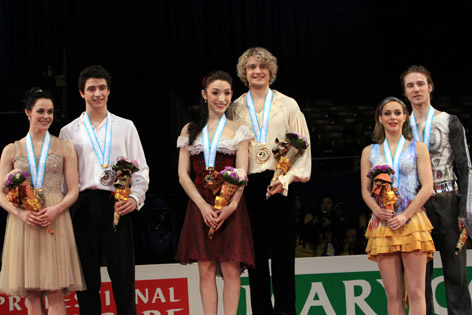
Podium de la finale du Grand Prix ISU 2009/2010 avec Meryl Davis / Charlie White et Tessa Virtue / Scott Moir
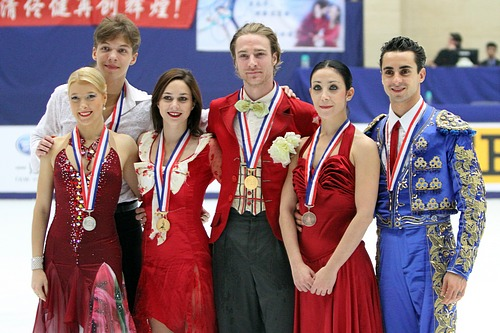
Podium de la Coupe de Chine 2010 avec Ekaterina Bobrova / Dmitri Soloviev et Federica Faiella / Massimo Scali
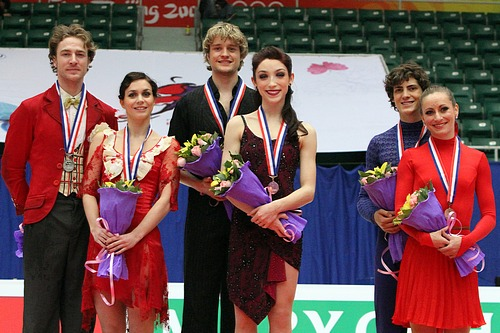
Podium de la finale du Grand Prix ISU 2010/2011 avec Meryl Davis / Charlie White et Vanessa Crone / Paul Poirier
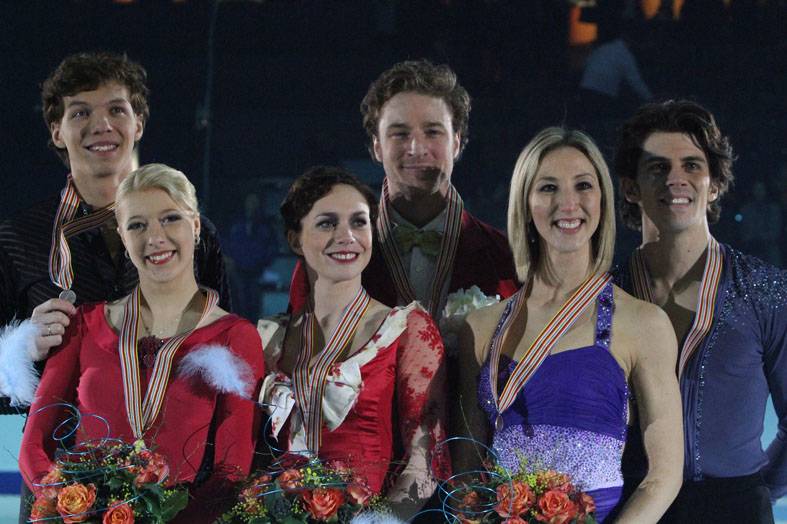
Podium des championnats d'Europe 2011 avec Ekaterina Bobrova / Dmitri Soloviev et Sinead Kerr / John Kerr
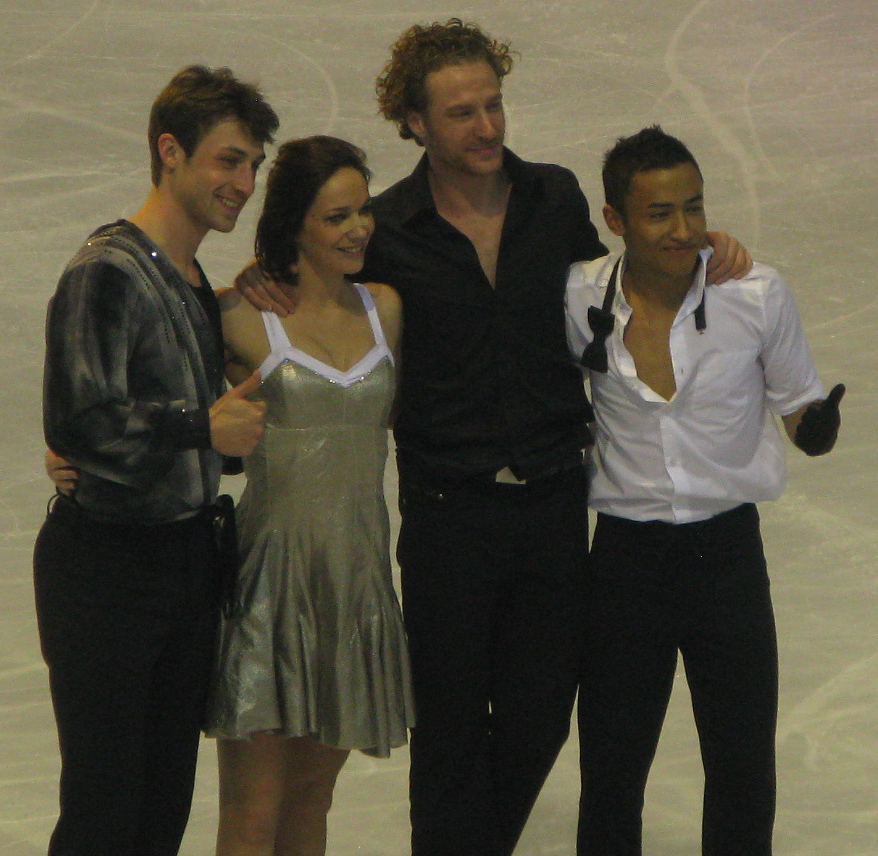
L'équipe française aux championnats du monde 2012.
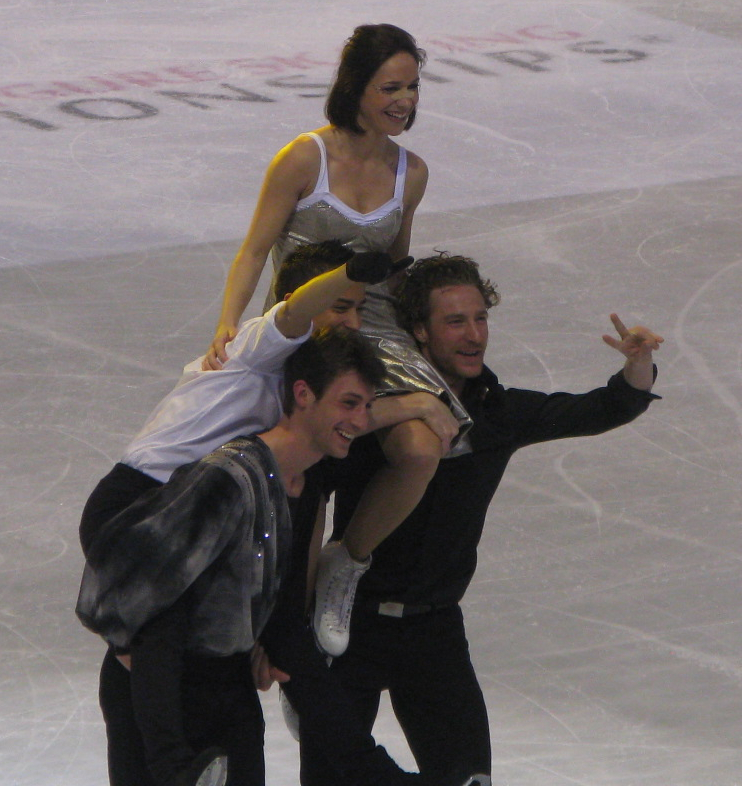
L'équipe française aux championnats du monde 2012.